# Žabljak
Žabljak (en idioma montenegrino: Жабљак) es una ciudad situada en la zona noroeste de la República de Montenegro. Es además la capital del municipio homónimo.

## Historia
El nombre primitivo eslavo de la localidad era "voda Varezina" (вода Варезина) posiblemente debido a una gran fuente de agua potable cercana que hacía posible el asentamiento. Más tarde, la ciudad pasó a llamarse "Hanovi" ("Anovi" originalmente) porque era un lugar donde descansaban caravanas de comercio. El nombre actual data de 1870, cuando en un solo día s inició la construcción de una escuela, una iglesia y la casa del capitán. Sin embargo, casi todos los edificios originales fueron destruidos durante la Guerra de los Balcanes. Todo lo que se ha mantenido es la antigua iglesia de Sv. Preobraženje (Santa Transfiguración), construida en 1862 como un monumento a la victoria de Montenegro frente al Imperio Otomano. A partir de ese momento en la década de 1880 Žabljak se estableció como una ciudad de mercado en la que se abrieron tiendas y cafeterías lo cual la lleva a convertirse en el centro administrativo de la región.
En el período inmediatamente anterior a la Segunda Guerra Mundial, Žabljak era una pequeña ciudad con una arquitectura típica de montaña cuya naturaleza única ya estaba llamando la atención de los turistas del Reino de Yugoslavia así como del extranjero, especialmente Italia (debido a la estrecha relación existente entre ambos países).
Durante la Segunda Guerra Mundial, Žabljak fue quemada por completo y no fue reconstruida hasta después de la guerra. Tras su reconstrucción se convirtió en un importante centro para deportes de invierno dentro de Montenegro, estatus que mantiene hasta el presente.

## Geografía
La ciudad se encuentra situada en la zona noroeste de la República de Montenegro, en la región de la montaña de Durmitor lo cual hace que se encuentre a una altitud media de 1456 m s. n. m. que convierten a esta localidad en la más alta dentro de los Balcanes. Se encuentra situada a unos 80 km en línea recta de Podgorica, la capital nacional y a unos 45 km de Nikšić que es la segunda ciudad en importancia del país.

## Demografía
Según el censo de 2003, esta localidad tiene una población de 1.937 personas y la densidad poblacional de la localidad es de nueve habitantes por cada kilómetro cuadrado.
| 83 | 508 | 650 | 979 | 1.379 | 1.853 | 1.937 |

## Transporte
Uno de los problemas que obstaculizan el desarrollo de Žabljak como uno de los principales destinos regionales de turismo de montaña es la falta de infraestructura vial de calidad. La situación ha mejorado algo en los últimos años gracias en parte a la conexión de la carretera principal de Žabljak con el resto de Montenegro, esta carretera une Žabljak con Mojkovac y la E65 que es la carretera principal entre la costa del país y el norte.
La otra conexión por carretera a Podgorica o a Risan es a través de las localidades de Šavnik y Nikšić. Últimamemte se han realizaso esfuerzos para reconstruir a fondo el corredor Žabljak-Risan, lo que podría acortar el viaje promedio entre ambas localidades alrededor de dos horas.
La ciudad cuenta con el Aeropuerto de Žabljak, pero el cercano Aeropuerto de Podgorica que se encuentra a unos 80 km de distancia tiene vuelos regulares a destinos en toda Europa. Hay enlaces regulares en minibús con Nikšić y Podgorica que llegan a la céntrica estación de autobuses Žabljak.

## Turismo

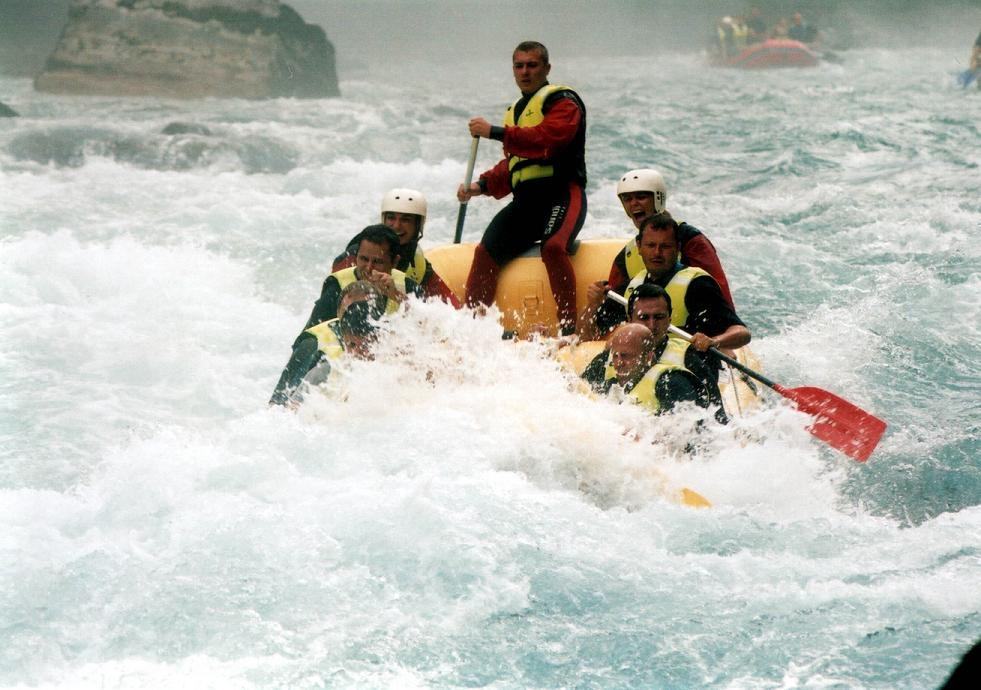
Rafting en el río Tara.

Žabljak es el centro del turismo de montaña de Montenegro. Toda la zona de la montaña de Durmitor está protegida como parque nacional, y ofrece grandes posibilidades tanto para el turismo de invierno como para el turismo de montaña de verano.
Se pueden realizar en la ciudad o alrededores actividades tales como:
- Esquí - La cubierta de nieve del Durmitor dura unos 120 días por año, con pendientes buenas como Savin kuk, Štuoc o Javorovača.
- Rafting - Los 1.300 metros de profundidad del cañón del río Tara lo convierten en el mayor de Europa y en el segundo más profundo del mundo tras el Gran Cañón, además aparece como Patrimonio de la Humanidad de la UNESCO. Hacer rafting en el río Tara es una de las actividades turísticas más populares en Montenegro.
- Montañismo - El Durmitor proporciona condiciones muy apropiadas para este deporte.
- Senderismo - En los alrededores de la ciudad se ofrecen varias rutas de senderismo.
- 4x4 - Este tipo de rutas ofrece una visión global del parque al poder recorrer mucha distancia en poco tiempo.
- Rutas en bicicleta - Las rutas en bicicleta permiten disfrutar de la familia y el paisaje.

Entre las principales atracciones turísticas del Durmitor se encuentran además 18 lagos glaciares , el mayor y más próximo a Žabljak es "Crno jezero" (Lago Negro). Las pistas del Durmitor también son cada vez más popular entre los practicantes de snowboard.